# 新月体
新月体（Crescent）：肾小球球囊壁层的上皮细胞增生，以及炎症细胞聚集（主要为单核细胞和巨噬细胞，有时可见中性粒细胞和淋巴细胞），形成一个环抱毛细血管球的新月形结构。在制片过程中，由于切面位置的不同，新月体在显微镜下还可能呈现为盘状或环状的结构。在新月体形成之初，主要成分为细胞，即细胞性新月体；此后逐渐纤维化，细胞性新月体过渡为纤维-细胞性新月体，最后完全纤维化为纤维性新月体。由于新月体可压迫毛细血管球，引起肾小球滤过率下降，所以常常导致肾衰竭；而且，新月体的数量与病情及预后关系密切。常见于急进性肾小球肾炎。

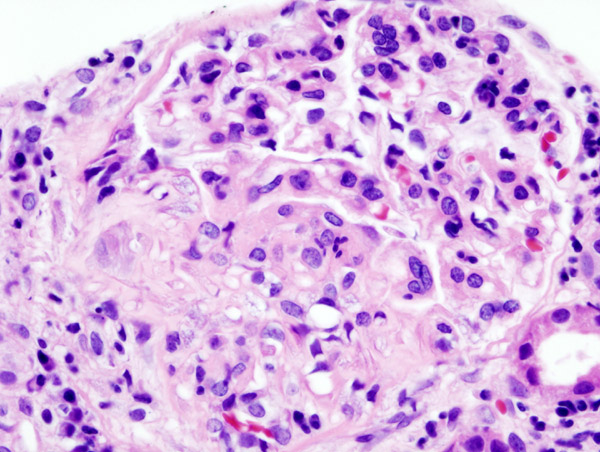
一例急进性肾小球肾炎患者的肾活检标本，经HE染色后可见新月体形成